# Bertil Finnberg
Karl Viktor Bertil Finnberg, född 2 november 1910 i Halmstad, död 10 februari 1998 i Sankt Petri församling i Malmö, var en svensk polismästare.
Finnberg avlade reservofficersexamen 1931 och blev kapten i Hallands regementes reserv 1944. Han utexaminerades från Statens polisskola 1938 och blev juris kandidat vid Lunds universitet samma år. Han var poliskonstapel vid Malmö polisverk från 1933 (extra 1932), där han sedermera blev kriminalkonstapel 1938, kriminalöverkonstapel 1940, 1:e poliskommissarie 1944, polisintendent 1948 och var polismästare 1959–1976. Finnberg är begravd på Sankt Pauli norra kyrkogård i Malmö.

## Utmärkelser
- Kommendör av Nordstjärneorden, 5 juni 1971.[1]